# Terorism domestic

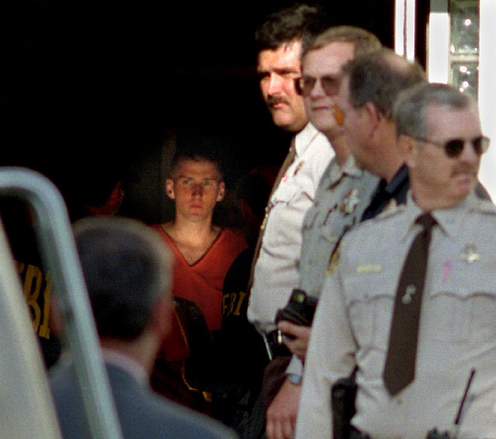
Timothy McVeigh (centru) este responsabil pentru atentatul din Oklahoma City, considerat cel mai mare act de terorism domestic din istoria Statelor Unite.

Terorismul domestic sau terorismul autohton este o formă de terorism în care victimele fac parte din aceeași țară ca atacatorul. Există numeroase definiții ale terorismului și niciuna nu este universal acceptată. Departamentul de Stat al Statelor Unite ale Americii a definit terorismul în 2003 ca „acte violente premeditate și motivate politic împotriva unor obiective civile comise de grupări sau agenți clandestini cu scopul de a-și influența adepții”.

## Definiție
Deși există numeroase definiții pentru terorismul domestic, acesta este definit în general drept forma de terorism în care atacatorul are ca obiectiv propria țară. Enders definește terorismul domestic drept „autohton”. În cazul unui astfel de act, locația, obiectivele și atacatorii sunt în aceeași țară. Termnul de „terorism autohton” își are originea în atacurile jihadiste⁠(d) împotriva occidentalilor. Wilner și Dobouloz descriu acest tip de terorism drept „occidentali independent organizați și radicalizați cu puțin sprijin direct din partea rețelelor transnaționale - de obicei în propria țară sau într-o țară gazdă - care comite acte împotriva concetățenilor”. Raportul Congressional Research Service⁠(d), intitulat American Jihadist Terrorism: Combatting a Complex Threat, caracterizează terorismul autohton drept „activitate sau planuri teroriste comise în interiorul Statelor Unite sau în străinătate de către cetățeni americani, rezidenți permanenți sau vizitatori radicalizați pe teritoriul Statelor Unite.
Sub legea Patriot Actdin 2001, terorismul domestic a fost definit ca „activitate care (A) implică acte ce pun în pericol vieți omenești și reprezintă o încălcare a legilor Statelor Unite sau a altor state; (B) au ca scop (i) intimidarea sau constrângerea populației civile; (ii) influențarea politicii unui guvern prin distrugere în masă, asasinări sau răpiri și (C) au loc în principiu pe teritoriul Statelor Unite”. Această definiție a fost astfel formulată cu scopul de a permite organelor de aplicare a legii să inițieze investigații. În timp ce terorismul internațional („fapte de terorism care transcend granițele naționale”) este definit drept crimă în legile federale, nu există vreo lege în care să fie menționat explicit „terorismul domestic”. Faptele de terorism domestic intră sub incidența unor legi precum uciderea agenților guvernamentali sau tentativa de a arunca în aer o cameră de comerț interstatal”.

## Fapte și studii

### Lup singuratic
Terorismul domestic este deseori asociat cu terorismul de tip lup singuratic. Sociologul Ramón Spaaij definește această formă de terorismul drept o un fapt comis de o persoană care „acționează pe cont propriu fără ordine sau legături cu vreo organizație”. De la sfârșitul secolului XX până la începutul secolului 21, aceste atacuri au fost asociate cu supremaciștii, fundamentaliștii musulmani⁠(d), extremiștii cu tendințe antisociale sau antiguvernamentale precum Charles Whitman, Timothy McVeigh, Dylann Roof, Robert Bowers, Wade Michael Page⁠(d), Ted Kaczynski, Eric Rudolph, Eric Harris, Dylan Klebold, James Holmes⁠(d), Omar Mateen și Tamerlan⁠(d) și Djohar Țarnaiev. Majoritatea lupilor singuratici împart o trăsătură comună: încearcă să fie acceptați de către alte grupuri, însă sunt de obicei respinși.
În lucrarea Hunting the American Terrorist (2007), fostul agent FBI Terry Turchie și fostul agent FBI Kathleen Puckett formulează șase criterii în baza cărora putem defini un lup singuratic:
1. Actul terorism a fost pus la cale de o singură persoană sau de un număr infim de persoane fără ajutorul unui grup organizat.
2. Individul este dispus să facă apel la violență pentru a-și atinge scopul.
3. Scopul principal are o dimensiune ideologică, politică sau religioasă.
4. Individul este dispus să ignore posibilele victime colaterale⁠(d).
5. Individul nu are de gând să se sinucidă (excepție în cazul în care situația o cere).
6. Individul este dispus să ucidă pentru a se face auzit.